# Eusandalum longivena
Eusandalum longivena är en stekelart som beskrevs av Boucek 1967. Eusandalum longivena ingår i släktet Eusandalum och familjen hoppglanssteklar.
Artens utbredningsområde är Tadzjikistan. Inga underarter finns listade i Catalogue of Life.